# Onthophagus thanwaakhomus
Onthophagus thanwaakhomus é uma espécie de inseto do género Onthophagus, família Scarabaeidae, ordem Coleoptera.
Foi descrita cientificamente por Masumoto em 1992.